# Dentex macrophthalmus
Dentex macrophthalmus är en fiskart som först beskrevs av Bloch, 1791.  Dentex macrophthalmus ingår i släktet Dentex och familjen havsrudefiskar. Inga underarter finns listade i Catalogue of Life.